# Leandra mattosii
Leandra mattosii är en tvåhjärtbladig växtart som beskrevs av José Fernando Andrade Baumgratz och D'el Rei Souza. Leandra mattosii ingår i släktet Leandra och familjen Melastomataceae. Inga underarter finns listade i Catalogue of Life.